# Gospodarka Bułgarii
| Dane statystyczne z lat 2003–2007                             | |
| struktura zatrudnienia:                                       | – rolnictwo 7% – przemysł 36,3% – usługi 56,6% |
| Produkt krajowy brutto ważony parytetem siły nabywczej (PKB): | 92,9 miliarda USD |
| wzrost PKB:                                                   | 5,9% (2007) |
| PKB na jednego mieszkańca:                                    | 12 252 USD (2007) |
| udział w strukturze PKB:                                      | – rolnictwo 6,2% – przemysł 32,3 – usługi 61,5% |
| budżet:                                                       | – dochody: 13,28 mld USD – wydatki: 12,6 mld USD |
| inflacja:                                                     | 12,5% (2007) |
| dług publiczny:                                               | 15% PKB (2006) |
| dług zewnętrzny:                                              | 4,75 mld USD |
| siła robocza:                                                 | 3,47 miliona ludzi (2006) |
| ludność żyjąca poniżej progu ubóstwa:                         | 13,1% (2007) |
| bezrobocie:                                                   | 6,51% (2007) |
| Główne gałęzie gospodarki                                     | Przemysł naftowy, tytoniowy, browarniczy, przetwórstwo żywności, produkcja maszyn i sprzętu elektrycznego, przetwory rafineryjne, produkcja energii nuklearnej |
| elektryczność:                                                | – produkcja: 45,7 mld kWh – konsumpcja: 37,4 mld kWh |
| ropa naftowa:                                                 | – produkcja: 3,000 bar/d – konsumpcja: 131,400 bar/d |
| gaz ziemny:                                                   | – produkcja: 407 mln m³ – konsumpcja: 5,18 mld m³ |
| import:                                                       | 20,7 mld USD (2007) |
| eksport:                                                      | 14,6 mld USD (2007) |
| eksport (najważniejsi partnerzy):                             | Włochy: 13% Niemcy: 11% Turcja: 10,1% Grecja: 6,1% Belgia: 5,6% (2006) Francja 4,2%                                                                            |
| import (najważniejsi partnerzy):                              | Niemcy: 14,7% Rosja: 9,9% Włochy: 9,9% Turcja: 6,8% Grecja: 6,4% Rumunia: 4,2% (2007)                                                                          |

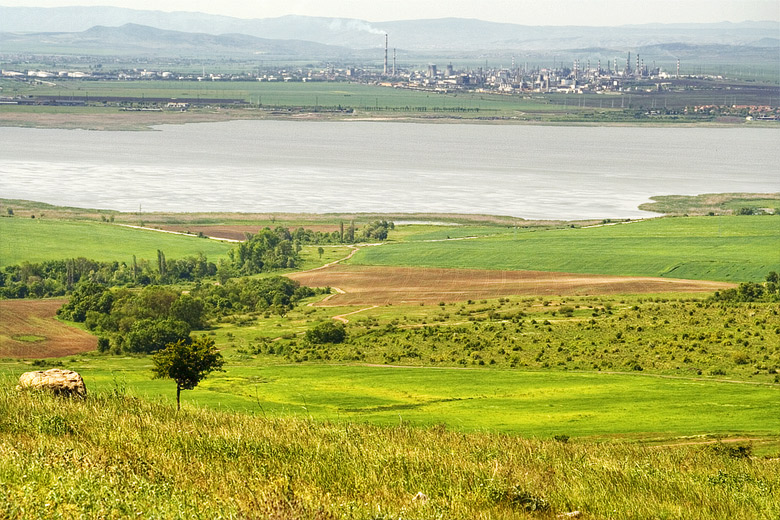
Rafineria oraz tereny rolnicze w okolicach jeziora Burgas

Bułgaria, która weszła do Unii Europejskiej w 2007 roku, jest zaliczana przez Bank Światowy do krajów średnio rozwiniętych.
Jest krajem głównie rolniczo-przemysłowym, opartym na gospodarce rynkowej. Dzięki swojemu położeniu i wykorzystywaniu warunków naturalnych w ostatnich latach wzrosło znaczenie turystyki oraz rozwinął się sektor usług.
Gospodarka Bułgarii mocno ucierpiała na początku lat 90. z powodu likwidacji Rady Wzajemnej Pomocy Gospodarczej oraz upadku ZSRR, dokąd Bułgaria eksportowała większość produkowanych przez siebie produktów. Standard życia spadł o 40%, a nałożenie sankcji na Serbię oraz Irak przez ONZ spowodowało, że bułgarska gospodarka dodatkowo zahamowała swój rozwój. Dopiero w 1995 roku zauważono pierwsze symptomy zmiany w gospodarce, a także po raz pierwszy od 1989 roku wzrost PKB przekroczył 1,4%, wynosząc 2,5% w skali roku. Rządowi udało się zdusić inflację, która w 1994 wynosiła 122%, do 33% w 1995 roku. W 1996 roku inflacja wzrosła ponownie do poziomu 311%, co było głównie spowodowane dewaluacją lewa, decentralizacją banku centralnego oraz fatalną polityką agrarną rządu. W 1997 roku rząd bułgarski obniżył poziom inflacji za pomocą pakietów reformujących gospodarkę, a także ustabilizował kurs waluty narodowej.
Od 2007 roku poziom wzrostu PKB w skali roku waha się w granicach 6%. Bułgaria sukcesywnie dusi inflację, a także prowadzi politykę integracji z Unią Europejską.

## Handel zewnętrzny oraz inwestycje
Od 1990 roku, wraz upadkiem ZSRR oraz całego bloku wschodniego, Bułgaria straciła dotychczasowe rynki zbytu swoich produktów, przez co musiała radykalnie zmienić własną politykę gospodarczą. Kraj rozpoczął starania o akcesję do Unii Europejskiej, a w 1996 roku wstąpił do WTO. Na początku lat 90. głównymi problemami bułgarskiej gospodarki były korupcja, brak prywatyzacji nierentownych przedsiębiorstw, rozbudowana biurokracja. Wszystkie te czynniki sprawiały, że Bułgaria posiadała najniższy wskaźnik inwestycji zagranicznych spośród wszystkich państw w regionie. Dopiero po 1997 roku stała się miejscem, w którym zagraniczni inwestorzy zaczęli lokować swoje fundusze. Podczas gdy wartość zagranicznych inwestycji w latach 1991–1996 wyniosła 831 milionów dolarów amerykańskich, wskaźnik ten w samym roku 2004 wyniósł 3,5 miliarda dolarów. W następnym roku wartość inwestycji zmalała do 2,3 miliarda dolarów, aby w 2007, wraz z akcesją do UE, Bułgaria pozyskała ponad 6 miliardów euro w ramach inwestycji zagranicznych.

## Historia gospodarki po roku 1990

### Reforma gospodarcza lat 90. oraz 2000
Na początku lat 90. bułgarska gospodarka potrzebowała znacznego wsparcia pieniężnego. W tym celu bułgarski rząd przeprowadził masową prywatyzację części sektora gospodarczego, jednak po roku 1995 proces ten został spowolniony. Dopiero w styczniu 1996 prywatyzacja w kluczowych sektorach bułgarskiej gospodarki rozpoczęła się na większą skalę. Bułgarski rząd zmienił również zasady dzierżawy części zakładów, a także planów ulg podatkowych dla inwestorów. W 1998 roku Bułgaria otrzymała trzyletnią pożyczkę na rozwój handlu, podatków i reformy rolnej. W 2002 roku Komisja Europejska pochwaliła w raporcie Bułgarię za zmiany dokonane w kwestii przekształcenia gospodarki na wolnorynkową oraz w dziedzinie wzrostu PKB.

### Odbudowa po kryzysie z 1997
W kwietniu 1997 roku Związek Sił Demokratycznych wygrał przedterminowe wybory parlamentarne i rozpoczął wdrażanie planu mającego na celu ustabilizowanie bułgarskiej gospodarki. Trzycyfrowa inflacja została opanowana, a rząd wprowadzi pakiet stabilizacyjny, który obejmował:
- prywatyzację oraz likwidację przedsiębiorstw należących do rządu,
- wprowadzenie liberalnej polityki rolnej i kontynuowanie wdrażania elementów gospodarki rynkowej,
- reformę ubezpieczeń społecznych,
- reformę prawa oraz walkę z korupcją.

Kontynuując swoją politykę, rząd zmniejszył inflację do poziomu dwucyfrowego oraz rozpoczął proces integracji z Unią Europejską.

### Bułgaria w UE
1 stycznia 2007 roku Bułgaria wstąpiła do Unii Europejskiej. Gospodarka bułgarska musiała natychmiast dostosować się do międzynarodowego prawa handlowego, jednak nie wpłynęło to negatywnie na rozwój gospodarczy. Wzrost gospodarczy przekroczył 5%, a dług wewnętrzny spadł z 67% w 2006 PKB do 22% w 2007.
W 2008 roku wprowadzono w Bułgarii podatek liniowy, który wynosi 10% i obejmuje wszystkich obywateli. Obecna stopa podatkowa jest jedną z najniższych na świecie oraz najniższą w Unii Europejskiej. Podatek CIT, wynoszący również 10%, ma na celu rozwój sektora prywatnego oraz ułatwienia, które mogą przyciągnąć zagranicznych inwestorów. Oba progi podatkowe są krytykowane przez partię opozycyjne ze względu na to, że obecne stawki dotykają najuboższą warstwę bułgarskiego społeczeństwa oraz klasę robotniczą, podczas gdy najbogatsi mieszkańcy Bułgarii odczuwają znacznie mniej niż wcześniej odprowadzany przez siebie podatek.

## Gałęzie gospodarki

### Transport

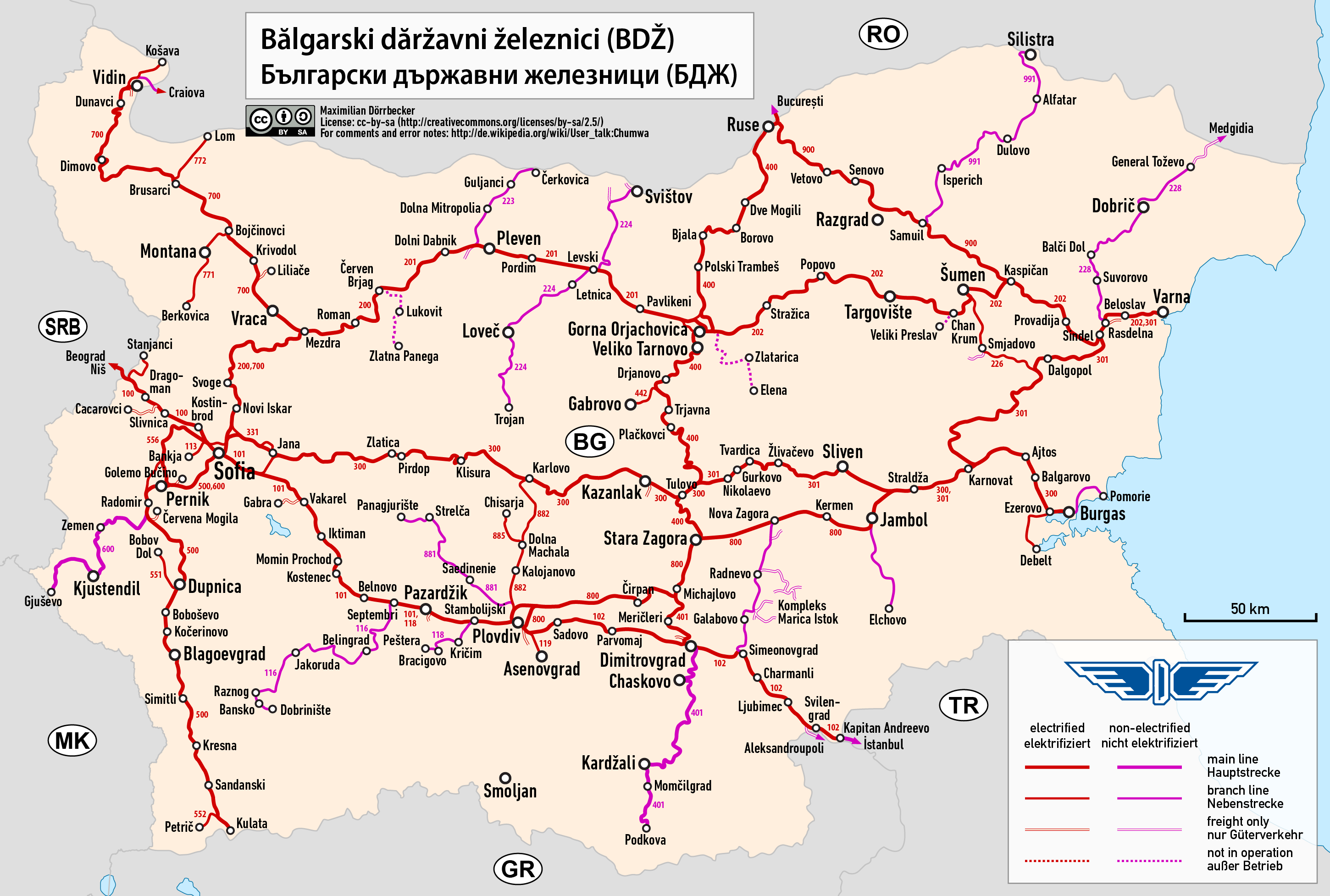
Mapa linii kolejowych Bułgarii

#### Transport drogowy
Bułgaria posiada także dość gęstą sieć dróg oraz autostrad. Łączna sieć dróg wynosi ponad 44 000 kilometrów, z czego 99% posiada utwardzoną nawierzchnię. Sieć autostrad wynosi 479 kilometrów i obejmuje pięć linii, którymi są:
- Autostrada A2 Czarnomorska – Warna – Burgas (w budowie)
- Autostrada A1 – Sofia – Burgas (w budowie)
- Autostrada A3 – Sofia – Jablanica oraz Warna – Szumen (w budowie)
- Autostrada Struma – Sofia – Saloniki (w budowie)

#### Transport kolejowy
Bułgaria posiada ponad 4300 kilometrów linii kolejowych, które są w większości zelektryfikowane. Największym przedsiębiorstwem kolejowym są Bułgarskie Koleje Państwowe, które obsługują większość połączeń krajowych, a także oferują połączenia do krajów sąsiadujących z Bułgarią: Grecji, Rumunii, Serbii i Turcji.

#### Główne porty morskie i stocznie
Głównym portem Bułgarii jest Warna, natomiast najważniejszym portem tranzytowym jest port w Burgasie. Innymi ważnymi portami w gospodarce Bułgarii są:
- Łom
- Primorsko
- Sozopol
- Bałczik
- Kawarna

#### Flota transportowa
Bułgarska flota transportowa liczy łącznie 75 jednostek o łącznej wyporności 872,653 GRT. W skład floty wchodzą następujące jednostki
- 40 masowców
- 17 statków towarowych
- 6 kontenerowców
- 4 chemikaliowców
- 4 rorowców
- 3 tankowców
- 1 statek pasażerski

#### Porty lotnicze
W Bułgarii dynamicznie rozwija się transport lotniczy. Największe lotnisko w Sofii zostało ostatnio poszerzone, głównie ze względu na potrzeby ruchu turystycznego oraz tanich linii lotniczych.
Cywilne lotniska Bułgarii:
- Port lotniczy Sofia – 3 mln pasażerów
- Port lotniczy Warna – 1,5 mln pasażerów
- Port lotniczy Burgas – 1,8 mln pasażerów
- Port lotniczy Płowdiw – 40 tys. pasażerów

#### Transport rurociągowy
Bułgaria jest ważnym punktem tranzytowym w transporcie gazu ziemnego i ropy naftowej. Łączna sieć rurociągowa na terenie Bułgarii wynosi:
- Rurociągi gazu ziemnego – 2505 km
- Rurociągi ropy naftowej – 339 km

## Turystyka
Bułgaria jest krajem o bogatej historii i dziedzictwem kulturowym. Oprócz tego posiada atrakcyjne naturalne krajobrazy, dzięki czemu kraj ten jest jednym z najbardziej popularnych miejsc odwiedzanych przez turystów z Europy. W ostatnich latach turystyka stała się ważną gałęzią gospodarki, zapewniając dużą liczbę miejsc pracy. Przynosi znaczne wpływy do budżetu państwa. W 2007 roku Bułgarię odwiedziło ponad 5,2 miliona turystów. 40% odwiedzających kraj pochodzi z Grecji, Rumunii oraz Niemiec. W 2008 roku liczba odwiedzających Bułgarię turystów miała wzrosnąć do ponad 6 milionów. W ostatnich latach Bułgaria zachęca coraz większą rzeszę turystów do odwiedzania kraju za pomocą intensywnej promocji na arenie międzynarodowej i tworzenia nowych odmian turystyki, takich jak agrokultura, zwiedzanie historycznych zabytków, ekoturystyka oraz turystyka sportów ekstremalnych.

### Turystyka tradycyjna
Bułgaria posiada atrakcyjne kurorty do sportów zimowych położone głównie w miejscowościach Borowec, Bansko oraz Witosza. W czasie sezonu letniego bardzo popularne są kurorty na wybrzeżu Morza Czarnego. Największe miejscowości wypoczynkowe znajdują się w Sozopolu, Nesebyrze, Złotych Piaskach, Słonecznym Piasku, Świętym Własie oraz Albenie. Obecnie wśród gości odwiedzających kurorty letnie dominują Niemcy, Skandynawowie oraz Polacy, Rosjanie i Czesi, natomiast zimowe kurorty są popularne wśród Brytyjczyków.

### Inne formy turystyki
Obecnie w Bułgarii rozwija się turystyka agrarna i kulturalna. Małe wiejskie ośrodki zapewniają wiele atrakcji na wolnym powietrzu, takich jak wspinaczka w górach czy spływy kajakowe w okolicach rzek.
Bułgaria posiada także liczne dzikie skały i pasma górskie, popularne wśród miłośników gór i sportów ekstremalnych. W ostatnich latach rozwinęła się turystyka rowerowa.
Dzięki intensywnej promocji zagranicznej Bułgaria zaistniała na mapach jako interesujące miejsce do zwiedzenia licznych zabytków oraz dziedzictwa kulturalno-historycznego. Zabytki z różnych czasów, m.in. rzymskich, bizantyjskich oraz tureckich, zostawiły trwały ślad w historii Bułgarii. Obecnie trwają starania o zwiększenie atrakcyjności miejsc o znaczeniu historycznym, jednak poza Sofią jest to utrudnione ze względu na słabo rozwiniętą infrastrukturę. Obecnie trwają prace nad poprawą stanu dróg, które w przyszłości zapewnią rozwinięcie wszystkich gałęzi sektora turystycznego.

## Najważniejsze bułgarskie przedsiębiorstwa

### Lotnictwo
- Air Via
- Bulgaria Air
- Bulgarian Air Charter
- Hemus Air

### Sektor technologiczny oraz IT
- KenamicK Entertainment
- Haemimont Games
- Datecs
- Ontotext

### Przedsiębiorstwa wydobywcze oraz rafineryjne
- Cumerio Med – miedź
  - Największe przedsiębiorstwo wydobywające miedź oraz handlujące tym surowcem. W ostatnim okresie istnieje duży popyt na miedź, dzięki czemu w ostatnich latach przedsiębiorstwo odnotowuje przychody sięgające 2,3 miliarda dolarów w 2007. Obecnie przedsiębiorstwo zatrudnia ponad 1500 pracowników.
- Bulgargaz – gaz
  - Bulgragaz to największe przedsiębiorstwo dystrybuujące gaz ziemny na terenie Bułgarii. Zatrudnia ponad 4500 pracowników. Dzięki znacznym podwyżkom cen gazu na rynkach światowych przedsiębiorstwo notuje dobre wyniki finansowe i obecnie jest jednym z najbardziej dochodowych przedsiębiorstw należących do bułgarskiego skarbu państwa. W 2006 roku dochód przedsiębiorstwa wyniósł ponad 700 mln dolarów.
- Petrol AD – ropa naftowa
  - Przedsiębiorstwo zostało sprywatyzowane w 1999 roku. Od tamtego czasu dynamicznie się rozwija, notując dobre wyniki finansowe. Petrol AD to największa spółka zrzeszająca największe bułgarskie rafinerie i zakłady wydobycia ropy naftowej. W 2006 przedsiębiorstwo osiągnęło przychód w wysokości 1 miliarda dolarów, zatrudniając ponad 8000 pracowników.
- Kremikowci AD – stal
  - Przedsiębiorstwo jest obecnie największym producentem stali w Bułgarii. Kremikowci AD posiada udziały w większości bułgarskich hut i zakładów przetwarzających stal. Przedsiębiorstwo zostało sprywatyzowana w 1999 roku, dzięki czemu zaczęło przynosić znaczne dochody. W 2003, po znacznym osłabieniu się lewa i spadkach cen na rynkach stali, przedsiębiorstwo odnotowało stratę w wysokości ponad 300 milionów dolarów. Obecnie przedsiębiorstw˛o stara się odrobić straty dzięki dobrej koniunkturze na rynkach światowych. Kremikowci AD zatrudnia łącznie ponad 7000 pracowników.

### Przedsiębiorstwa państwowe
- Armimex – amunicja i sprzęt wojenny
- Bylgarski Poszti – poczta
- Bylgarska Telekomunikacionna Kompanija – telekomunikacja
- Bylgarski Darżawni Żeleznici – transport kolejowy

## Członkostwo w CEFTA
Bułgaria wstąpiła Środkowoeuropejskiego Porozumienia o Wolnym Handlu w 1999 roku. Porozumienie obowiązuje pomiędzy krajami leżącymi w Europie Wschodniej. CEFTA zrzesza kraje nienależące do Unii Europejskiej – z tego powodu Bułgaria musiała zrezygnować z członkostwa w CEFTA w 2007 roku, podobnie jak Polska, która została wyłączona ze struktur porozumienia w 2004 roku. Partnerstwo w CEFTA umożliwiło Bułgarii swobodną wymianę towarów i otwarcie nowych rynków zbytu, m.in. w takich krajach jak Chorwacja, Albania czy Mołdawia.
Organizacja CEFTA ma na celu także przygotować kraje członkowskie do współpracy i przyszłego członkostwa w strukturach unijnych. Dzięki temu przyjęcie zasad wolnego handlu i innych elementów charakteryzujących współczesne demokracje zostały przyjęte przez Bułgarię w dużo szybszy i naturalny sposób niż to miało miejsce przed wstąpieniem w struktury CEFTA.

## Energetyka

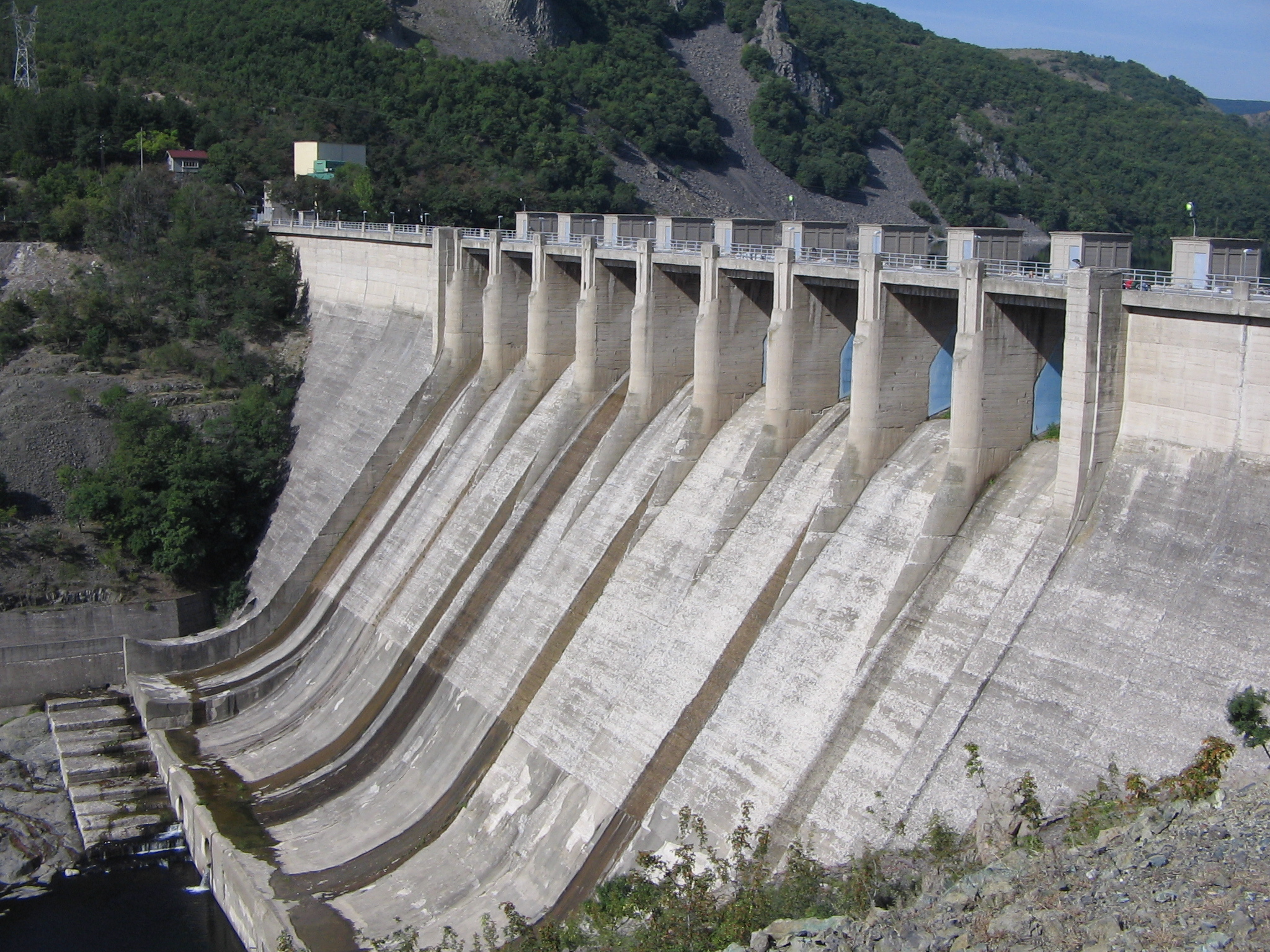
Elektrownia wodna i tama „Studen kladenec”

Mimo niewielkich pokładów bogactw naturalnych, takich jak ropa, gaz ziemny oraz węgiel, Bułgaria jest jednym z nielicznych eksporterów energii w regionie. Dzięki temu Bułgaria odgrywa ważną rolę dostawcy energii w regionie Europy Południowej, a sektor energetyczny stał się jednym z głównych sektorów gospodarki. Dzięki swojemu strategicznemu położeniu Bułgaria jest także jednym z głównych punktów tranzytu gazu ziemnego oraz ropy naftowej pochodzącej z Rosji.

### Przedsiębiorstwa energetyczne
Aby polepszyć zdolności nadzoru oraz zwiększyć efektywność sektora energetycznego, 13 lutego 2008 roku rząd Bułgarii zdecydował się na nacjonalizację przedsiębiorstw Bulgargaz, NEK EAD i elektrowni atomowej w Kozłoduju oraz elektrowni wodnej Marica Iztok. Wszystkie wymienione przedsiębiorstwa i zakłady zostały połączone w spółkę, której właścicielem w 100% jest rząd Bułgarii.

### Górnictwo
Większość pokładów bułgarskiego węgla stanowi węgiel brunatny. Całkowite rezerwy węgla ocenia się na około 4,5 miliarda ton. Największą kopalnią Bułgarii, z 70% rocznego wydobycia, jest kopalnia węgla brunatnego Marica Iztok. Inne ważne kopalnie znajdują się w okolicach Sofii i zagłębia Łom. w okolicach miasta Dobrudża znajduje się największa w Bułgarii kopalnia antracytów, która wydobywa około 95% całkowitego wydobycia tego surowca.
Na północy kraju znajdują się platformy wiertnicze oraz wydobywcze, wokół których wydobywa się śladowe ilości gazu oraz ropy.

### Produkcja energii
Rocznie Bułgaria produkuje ponad 38 mld kWh (dla przykładu Rumunia, mająca ponad trzy razy więcej ludności, produkuje około 51 mld kWh). Pod względem ilości wyprodukowanej energii elektrycznej na jednego mieszkańca Bułgaria zajmuje czwarte miejsce wśród krajów Europy Wschodniej.

#### Energia atomowa
Bułgaria posiada elektrownię atomową w Kozłoduju, która wytwarza ponad 3760 MW rocznie, co jest równe 40% całkowitego zapotrzebowania Bułgarii na energię. W 2007 roku podjęto decyzję o budowie drugiej elektrowni atomowej w Belene, która ma produkować około 1000 megawatów rocznie.

#### Energia cieplna
Energia cieplna również jest ważnym źródłem do produkcji energii. Największym kompleksem energetycznym produkującym energię cieplną jest Marica Iztok.
Największymi elektrowniami cieplnymi są:
- „Marica Iztok 2” – 1450 MW
- „Warna” – 1260 MW
- „Marica Iztok 3” – 870 MW
- „Bobow Doł” – 630 MW
- „Ruse Iztok” – 600 MW
- „Marica Iztok 1” – 500 MW

Rząd Bułgarii w ciągu następnych kilku lat chce zainwestować ponad 2,5 miliarda euro, aby zwiększyć produkowaną moc w elektrowniach w kompleksie Marica Iztok.

#### Energia wodna
Bułgaria jest krajem o niskim potencjale produkcji energii wodnej. Obecnie kraj posiada 87 elektrowni wodnych, które wytwarzają energię o łącznej mocy ponad 2000 MW. Większość elektrowni mieści się w górach, gdzie znajduje się najwięcej rzek, potoków innych źródeł, które służą napędowi elektrowni. Największymi elektrowniami wodnym Bułgarii są „Bełmeken-Sestrimo” oraz „Dospat-Wacza”, które razem produkują ponad 1400 MW.
Obecnie rząd Bułgarii planuje wydać 65 milionów euro na modernizację elektrowni wodnych.

### Tranzyt energii
Na terenie Bułgarii znajduje się kilka dróg tranzytowych energii i bogactw naturalnych. Jedną z dróg transportowych jest ropociąg Burgas – Aleksandropolis oraz Burgas – Wlora.
Bułgaria jest jednym z krajów tranzytowych rosyjskiego gazu do Turcji i Grecji oraz Macedonii Północnej.
Przez Bułgarię będzie przebiegał także gazociąg Nabucco, który transportuje gaz ziemny z Rosji oraz Iranu do takich krajów jak Rumunia, Węgry, Austria i kraje Europy Środkowej.

## Waluta
Walutą Bułgarii jest lew, który w obecnej formie został wyemitowany w 1999 roku.

## Statystyki
- Współczynnik Giniego – 31,6%

Historia rozszerzenia UE. Bułgaria weszła w struktury unijne w 2007 roku

- Wzrost produkcji przemysłowej – 11,3% (w trzecim kwartale)

Elektryczność:
- Produkcja: 45,7 TWh
- Konsumpcja: 37,4 TWh
- Eksport: 7,8 TWh
- Import: 0,0 TWh

Wykorzystywane źródła energii:
- Węgiel: 47,8%
- Energia atomowa: 44,1%
- Energia wodna: 8,1%

Produkcja i konsumpcja ropy naftowej:
- Produkcja: 3,000 bar/d
- Konsumpcja: 131,400 bar/d
- Rezerwy ropy: 15 milionów bar

Produkcja i konsumpcja gazu ziemnego:
- Produkcja: 407,000 mln m³
- Konsumpcja: 5,18 mld m³
- Rezerwy gazu: 5,7 mld m³

Rolnictwo:
- Główne produkty uprawne i hodowlane: owoce, warzywa, tytoń, trzoda chlewna, wina, buraki cukrowe

Rezerwy w złocie: 11,8 mld dolarów
Kurs lewa: 1 lew = ok. 2 PLN

## Prognozy gospodarcze
Prognozy gospodarcze dla Bułgarii przedstawione przez Międzynarodowy Fundusz Walutowy:
Wzrost PKB:
| Rok                            | 2006   | 2007   | 2008   | 2009   | 2010   | 2011   | 2012   | 2013   |
| ------------------------------ | ------ | ------ | ------ | ------ | ------ | ------ | ------ | ------ |
| Wzrost w %                     | 6,3    | 6,1    | 5,5    | 4,8    | 5,3    | 5,9    | 6,1    | 6,5    |
| Wartość PKB w mld dolarów      | 31,7   | 39,6   | 49,3   | 55,9   | 63,0   | 71,1   | 79,9   | 89,4   |
| PKB na 1 mieszkańca w dolarach | 4120   | 5186   | 6503   | 7427   | 8429   | 9586   | 10 859 | 12 149 |
| PKB oraz PPP w mld dolarów     | 79,2   | 86,3   | 92,9   | 99,1   | 106,3  | 115,0  | 124,3  | 134,7  |
| PKB oraz PPP na 1 mieszkańca   | 10 294 | 11 302 | 12 252 | 13 168 | 14 227 | 15 506 | 16 901 | 18 318 |

Inflacja:
| Rok             | 2006 | 2007 | 2008 | 2009 | 2010 | 2011 | 2012 | 2013 |
| --------------- | ---- | ---- | ---- | ---- | ---- | ---- | ---- | ---- |
| Poziom inflacji | 6,1  | 11,6 | 7,2  | 5,0  | 4,4  | 4,3  | 4,1  | 3,6  |